# Parada do Bispo e Valdigem
Parada do Bispo e Valdigem (oficialmente: União das Freguesias de Parada do Bispo e Valdigem) é uma freguesia portuguesa do município de Lamego, com 12,89 km² de área e 891 habitantes (censo de 2021). A sua densidade populacional é 69,1 hab./km².

## História
Foi constituída em 2013, no âmbito de uma reforma administrativa nacional, pela agregação das antigas freguesias de Parada do Bispo e Valdigem e tem a sede em Valdigem.

## Demografia
A população registada nos censos foi:
| Distribuição da População por Grupos Etários | Distribuição da População por Grupos Etários | Distribuição da População por Grupos Etários | Distribuição da População por Grupos Etários | Distribuição da População por Grupos Etários | Distribuição da População por Grupos Etários |
| -------------------------------------------- | -------------------------------------------- | -------------------------------------------- | -------------------------------------------- | -------------------------------------------- | -------------------------------------------- |
| Antes da agregação                           |                                              |                                              |                                              |                                              |                                              |
| Ano                                          | 0-14 anos                                    | 15-24 anos                                   | 25-64 anos                                   | >= 65 anos                                   | Total                                        |
| 2001                                         | 227                                          | 236                                          | 702                                          | 230                                          | 1395                                         |
| 2011                                         | 111                                          | 128                                          | 584                                          | 216                                          | 1039                                         |
| Após a agregação                             |                                              |                                              |                                              |                                              |                                              |
| Ano                                          | 0-14 anos                                    | 15-24 anos                                   | 25-64 anos                                   | >= 65 anos                                   | Total                                        |
| 2021                                         | 80                                           | 66                                           | 480                                          | 265                                          | 891                                          |